# Росагролизинг
АО «Росагролизинг» — российская агропромышленная лизинговая компания в форме акционерного общества с государственным участием в уставном капитале.
Основная деятельность — финансовая аренда (лизинг) оборудования и техники хозяйствующим субъектам (отечественным сельхозтоваропроизводителям), действующим в сфере агропромышленного комплекса и его отраслях (резидентам Российской Федерации).

## История
АО «Росагролизинг» было основано в феврале 2001 года для реализации программы государственной поддержки сельскохозяйственных производителей, и изменения системы предоставления государственных средств на лизинг сельскохозяйственной техники.
С 2008 года компания является исполнителем Государственной программы развития сельского хозяйства и регулирования рынков сельскохозяйственной продукции, сырья и продовольствия (на 2008—2012 годы и на 2013—2020 гг.), по обеспечению регионов России племенным скотом, животноводческим оборудованием и сельскохозяйственной техникой в комплексе.
С 2012 г. АО «Росагролизинг» начало реализацию общероссийской Программы обновления парка сельхозтехники. За период реализации программы обновления (по состоянию на конец 2019 г.) поставлено более 10 тыс. ед. на сумму 36,3 млрд руб. С 2019 года в рамках Программы обновления парка сельхозтехники отменены региональные квоты, что позволяет аграриям всех субъектов РФ эффективно обновить текущий парк сельхозтехники на выгодных условиях лизинга.
В 2019 г. была утверждена Стратегия развития АО «Росагролизинг» до 2024 года, благодаря которой АО «Росагролизинг» существенно нарастило объëмы бизнеса, диверсифицировало деятельность, начало оптимизацию и цифровизацию.
За период работы с 2001 по 2022 года через АО "Росагролизинг" было поставлено свыше 130 тыс. единиц техники и оборудования, общая сумма инвестиций в АПК превысила 500 млрд руб.

## Деятельность
Поставка современных средств производства и модернизация основных производственных фондов сельхозтоваропроизводителей производится за счет средств уставного капитала.
АО «Росагролизинг» является крупнейшей лизинговой компанией в АПК (занимает 1-е место в сегменте агролизинга). АО «Росагролизинг» входит в десятку крупнейших лизинговых компаний и абсолютный лидер в сегменте аграрного лизинга. Номенклатура предлагаемых АО «Росагролизинг» предметов лизинга — свыше 17 000 наименований, а количество поставщиков сельскохозяйственной техники и оборудования — свыше 850.
С 2012 года АО «Росагролизинг» выступает организатором чемпионата России по пахоте.  
В 2009 г. при содействии АО «Росагролизинг» Россия вступила во Всемирную пахотную организацию
С 2013 года Россия является членом Европейской пахотной федерации.
С 6 по 9 июля 2023 в Республике Татарстан состоялся 10-й Юбилейный Открытый чемпионат России по пахоте .

### Рейтинговые оценки
- Рейтинговое агентство АКРА в 2022 году присвоило АО «Росагролизинг» рейтинговую оценку AA-(RU) со стабильным прогнозом. Рейтинг ежегодно подтверждается (2023-2025)[9].

- Рейтинговое агентство «Эксперт РА» в 2019 году присвоило компании рейтинговую оценку ruA со стабильным прогнозом, в 2021 году рейтинг был поднят до ruA+, в 2022 - до ruAA- (подтверждён в 2023-2024 годах)[10].

- Национальное рейтинговое агентство (НРА) в 2024 году присвоило АО «Росагролизинг» рейтинг AA|ru| и подтвердило его в 2025[11].

## Руководство
С момента основания и до 2009 года компанией руководила Елена Скрынник.
После её назначения министром сельского хозяйства, с апреля 2009 по январь 2010 года компанией руководил Леонид Орсик.
С февраля 2010 по август 2018 года компанией руководил Валерий Назаров.
С августа 2018 года компанией руководит Павел Косов.
Председателем совета директоров АО «Росагролизинг» является заместитель Министра сельского хозяйства Российской Федерации Елена Фастова.
По состоянию на 1 июня 2023 года в совет директоров АО «Росагролизинг» входят:
- Фастова Елена Владимировна— Председатель Совета директоров АО «Росагролизинг», заместитель Министра сельского хозяйства РФ.
- Косов, Павел Николаевич — Генеральный директор АО «Росагролизинг».
- Гусаков Владимир Анатольевич — Член совета директоров Аналитического Кредитного Рейтингового Агентства (АО).
- Самойлова Надежда Сергеевна — Член Совета директоров АО «Ростехинвентаризация — Федеральное БТИ».
- Эскиндаров Михаил Абдурахманович — Президент Финансового университета при Правительстве Российской Федерации.
- Разин Андрей Викторович — заместитель Министра сельского хозяйства Российской Федерации.
- Сергеев Дмитрий Геннадьевич — Генеральный директор АО «Объединенная зерновая компания».
- Маркович Максим Валерьевич  — Директор Департамента международного сотрудничества и развития экспорта продукции АПК.